# Teànum d'Apúlia
|  | Per a altres significats, vegeu «Teanum Sidicinum». |

Teànum d'Apúlia (en llatí: Teanum Apulum, en grec antic: Τέανον Ἄπουλον) va ser una ciutat d'Apúlia a la riba del Frento a 20 km de la desembocadura. Sembla que va ser una de les ciutats més importants d'Apúlia abans de la conquesta del territori pels romans.
El seu nom apareix per primera vegada l'any 318 aC, quan es va sotmetre als cònsols romans Marc Fosli Flaccinator i Luci Plauci Vennó, segons Titus Livi. A la Segona Guerra Púnica va ser el quarter d'hivern a Apúlia del dictador romà Marc Juni Pera.
Ciceró diu que era un municipium que es trobava a 18 milles romanes de Larínum, i tots els geògrafs (Estrabó, Plini el Vell, Pomponi Mela i Claudi Ptolemeu) la consideren un municipi, i mai va tenir el rang de colònia romana.
Les seves restes es troben en un lloc anomenat Civitate, prop de les restes d'un pont romà, el Ponte de Civitate sobre el riu Frento, per on circulava l'antiga via que anava de Larínum a Luceria. Les ruïnes conservades de les muralles són importants, i també queden restes d'edificis, i és probable que seguís sent una ciutat important durant l'Imperi. Va ser la seu d'un bisbat.
Estrabó parla de Teànum i el situa vora d'un llac del que no diu el nom, que és en realitat el Lacus Pantanus de Plini el Vell, ara anomenat Llac de Lesina. Per una inscripció se sap que aquest llac es trobava dins del territori de Teànum.